# 福特野馬
福特野馬（Ford Mustang）是由福特汽车公司所推出的跑车。野马原本的汽车平台是属于第二代北美洲的福特猎鹰。原版的福特野马I 4座位概念车改进成了1963年的野马II 双座位的原型，是福特用于预测公众将如何对于1962年中所推出的第一条生产的福特野马。这台野马有着比63年野马II 短2.7英寸的顶部。这台野马被介绍于1964年4月17日，因为这个原因，这台野马被野马粉丝称为“1964½”的车型。1965年的野马是自福特T型車后，成为了該汽车制造商最成功的开展。野马经历了几次的转变直到到现在的第六代。
野马也造就了一个新的美国汽车种类——小马车，一种像跑车的有长罩和短车尾甲板的轿跑车，且引起了如雪佛兰科迈罗、庞蒂亚克火鸟、AMC标枪、克莱斯勒汽车公司所改装的普利茅斯梭鱼和道奇挑战者。野马也启发了进口至美国的汽车如丰田赛利卡和福特卡普里的轿跑车设计。
据2018年8月统计，美国已生产了超过1000万台野马。

## 背景
野马最早的版本常被称为1964½车型，尽管1965年秋季的微小设计更新有助于分别追踪1964½与1965年的生产资料，但福特的车辆识别号码被标为1965年车型（详见下文）。福特野马于1964年3月9日在密歇根州迪尔伯恩开始生产；而新车则于1964年4月17日的世界博览会介绍给大众。
John Najjar是一位行政设计师，同时也是一位二战时期的P-51野马战斗机的粉丝。“福特野马”这个名字就是他向福特建议的。Najjar在1961年与另一位Philip T. Clark福特的设计师合作设计了被称为福特野马I 的第一辆原型车。福特野马I 在1962年10月7日位于纽约沃特金斯狹谷村的美国大奖赛首次亮相，试车手兼现代一级方程式赛车手丹·格尼使用第二辆“赛车”原型车在赛道上进行了示范，落后了一圈。
另一种观点是，福特汽车事业部市场研究经理Robert J. Eggert首先提出了野马的名字。当时也身为美洲奎特马饲养员的Eggert收到了由妻子送给他的生日礼物——J. Frank Dobie于1960年的著作The Mustangs。后来，他从这本书的书名给了得到了新名字灵感。设计师则首选了美洲狮（早期造型的大型装配架可以看到有美洲狮的格栅徽）或托里诺（实际上该名字是准备用在广告活动），而亨利·福特二世选择了T-bird II。作为负责福特的名字意见提供者，Eggert在将通过专题小组的待测列表中加了“野马”；“野马，”在大幅的标题下位居首位，并写下了“适合作为特别车名。”然而，该名字不能在德国使用，因为克虏伯在1951和1964年生产了名为野马的卡车。当时福特拒绝以1万美金的价格向克虏伯购买该名字。而轻便摩托车制造商Kreidler也使用了这个名字，所以福特野马在德国以“T-5”的名字销售，直到1978年12月。
野马进化地更大，更重，这响应在了1971-73年的车型。福特在1974年将野马回归到了原本的大小和概念。野马已经有了几个世代的平台和设计。虽然其它一些小马车已在最近复兴，但野马是唯一一辆不间断超过50年制定和修订的原创小马车。

## 第一代 (1964½-1974)
李·艾科卡的经理助理兼总工程师——Donald N. Frey为T-5项目的首席工程师，他在18个月记录里监督汽车的整体发展，而艾科卡本人则因项目而成为福特汽车事业部总经理。T-5原型车为双座，中置引擎的双座敞篷车。该车配置了德国的福特金牛座V4引擎。
据说，福特放弃双座概念的决定，部分原因是因为低价销售的双座1955年雷鸟。为了扩大市场号召力，该车后来被改建成一辆四座位汽车（使用原本大空间的前排斗式座椅，以及小空间的普通后座椅）。“快背2+2”车型配用了提高内部容积及给予外线的传统行李厢空间，该行李厢类似于第二系列的科尔维特魟鱼和欧洲跑车捷豹E型。“快背2+2”车型于1964年8月17日首次生产。

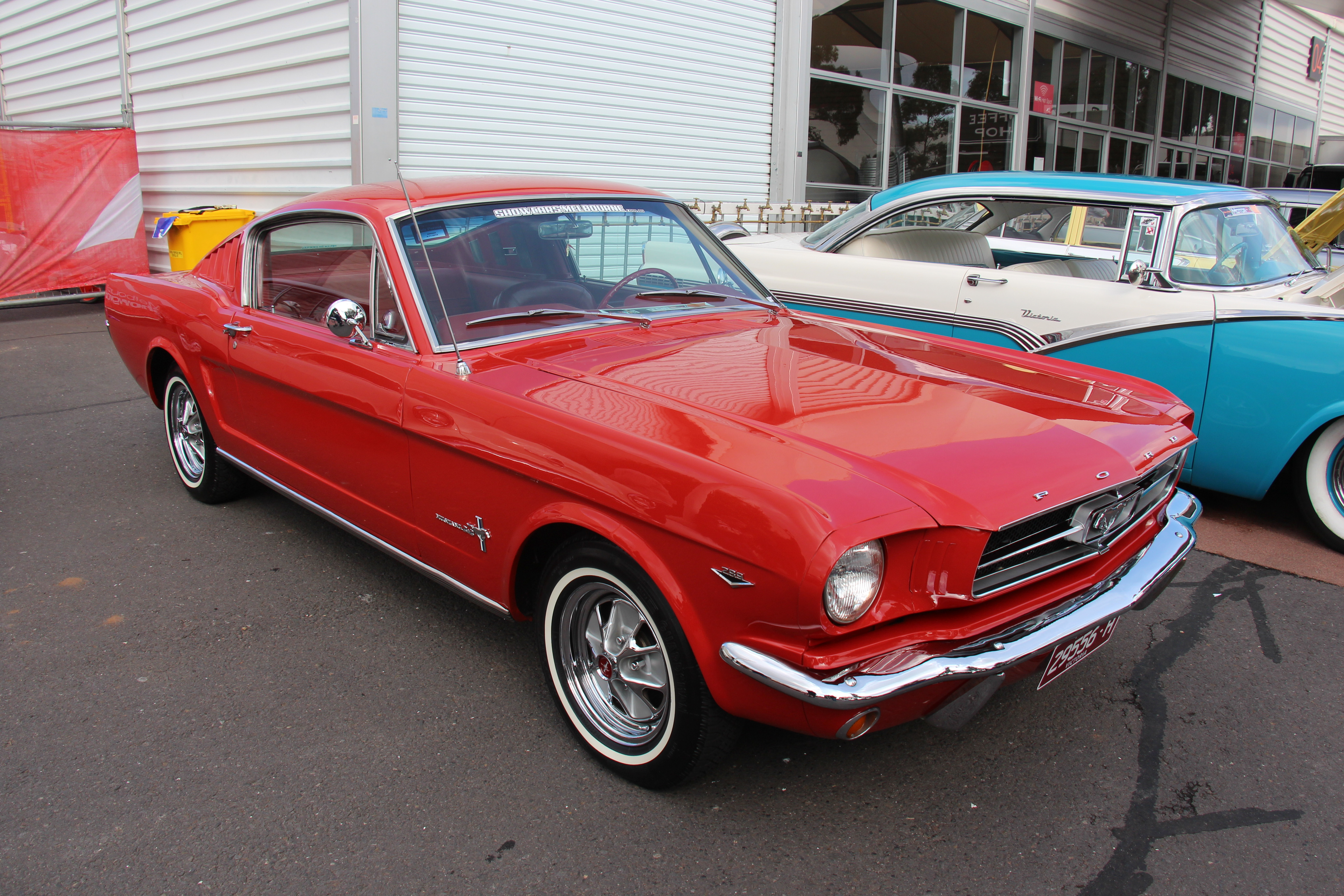
一辆1965年野马快背车。1965年野马首次提供快背车款与289 CID引擎

第二天早上野马的宣传文章出现在了2600份报纸，而当天正是野马“正式”揭示。野马也于1964年9月出现在了电影金手指。

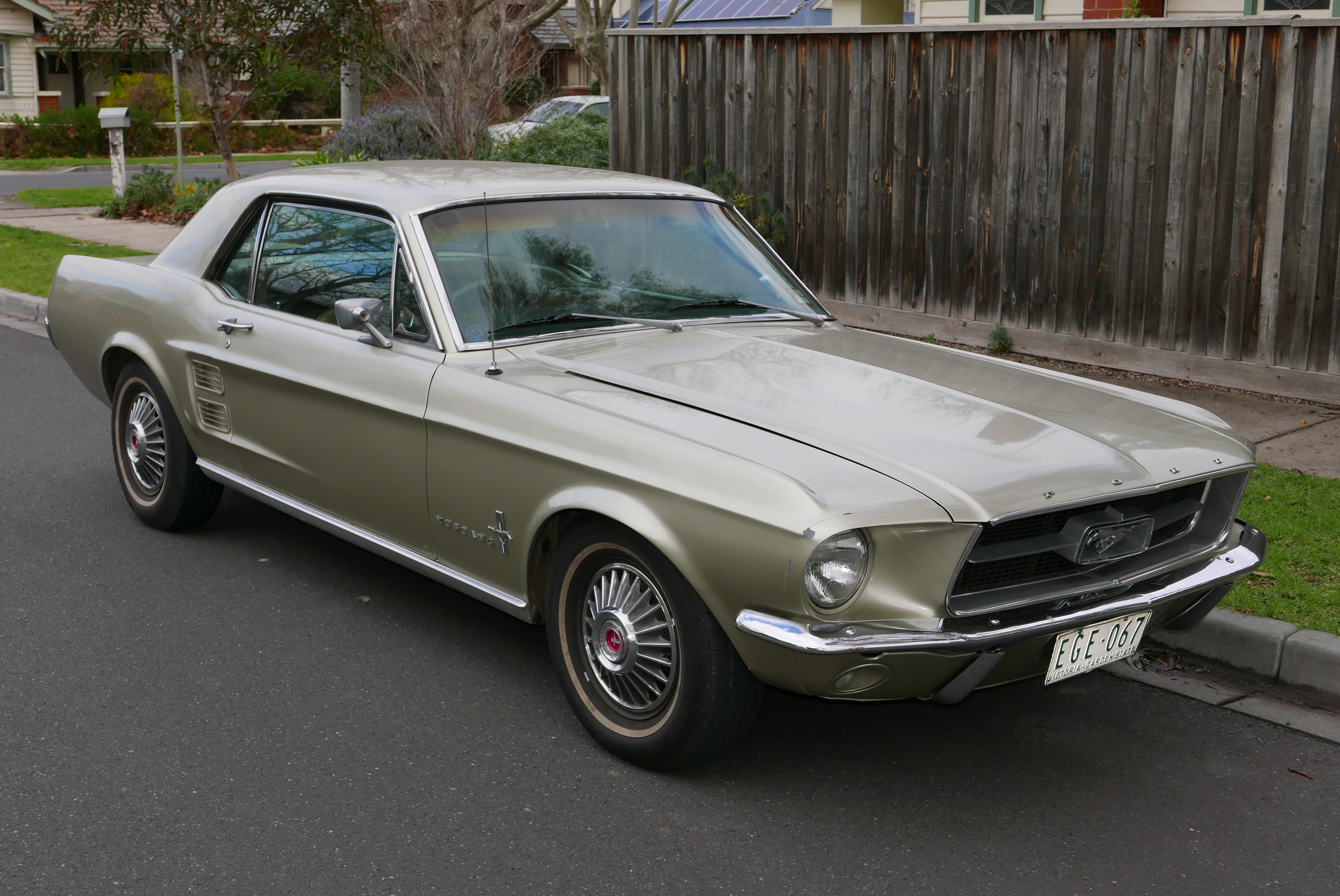
1967年的野马硬顶车

### 价格和销售
为了达到美金的2,368的广告建议售价，野马在很大程度上依赖于熟悉却又简单的组件，其中许多组件已经在使用在其他福特车型。许多（若非最多）内饰、底盘、悬吊和动力传动系统组件全部取自福特猎鹰和Fairlane。这种使用常用组件的方法也缩短了组装和维修人员的学习曲线，而在同一时间里野马也允许经销商无需投资更多的备件库存以支持新的车系。野马第一年的原厂销售预测预计不到10万台。該目標在開始銷售後三個月就被超越。另外於該銷售年份共售出318,000台的记录，前18个月，共計生產超过100万台野马。

### 提升
在新的款式年份里，野马做出了许多改变，其中包括了在一些车型上增加了倒车灯，介绍了代替普通发电机的交流发电机，以及排气量从4.3升提升至4.7升的V8引擎。在一些情况下，至少有一些六缸引擎的野马装的是101匹马力的猎鹰引擎。急于投入生产，福特把原本在喇叭响轴承福特猎鹰标志覆盖成福特野马的标志。这些特性足够区别权证121,538台早期1964½年野马的设计，这已经经历了纯粹主义者的区别。

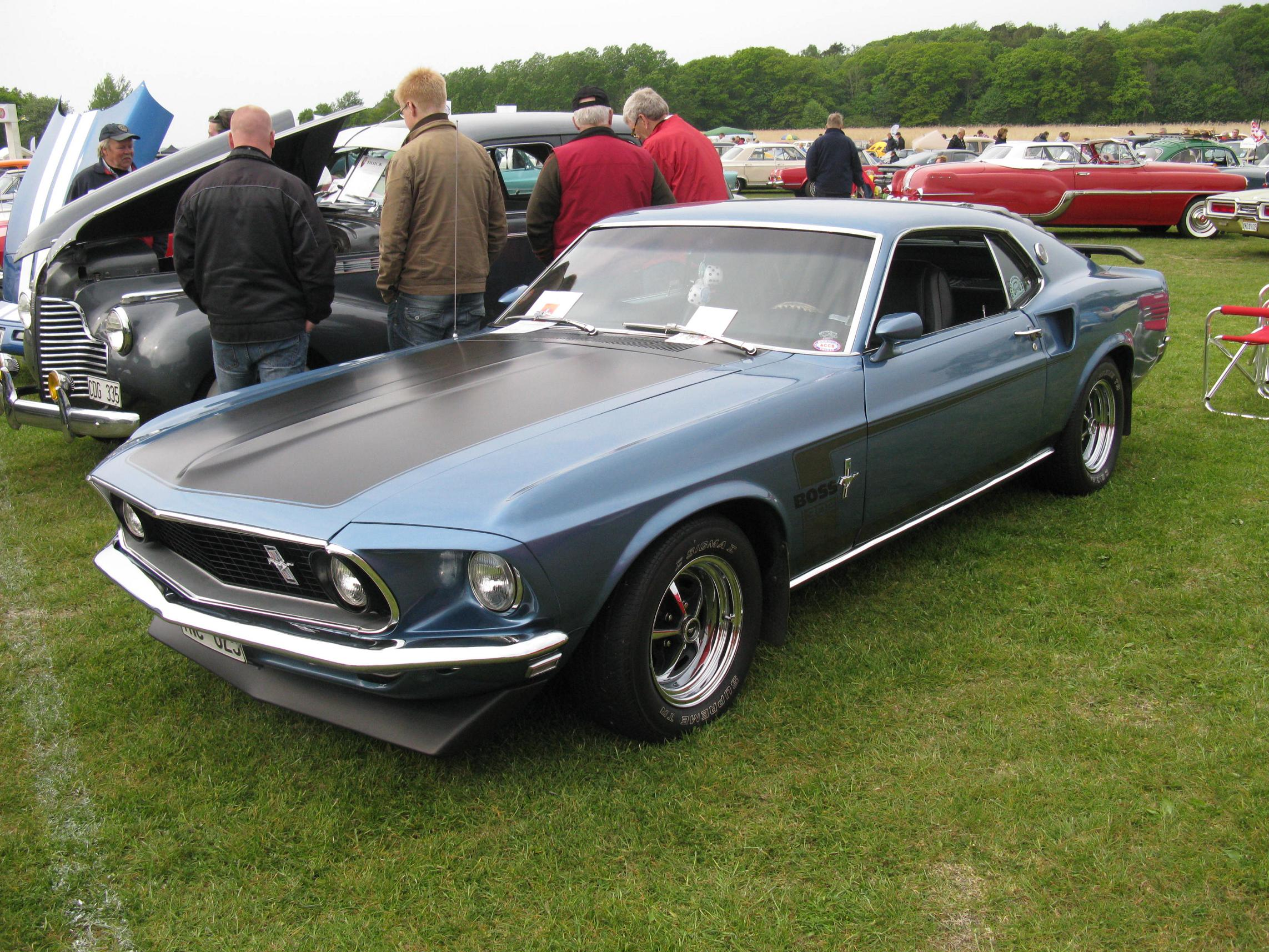
一辆1969年野马老大302快背车

即使原本的设计取得了销售佳绩，而福特的设计师们还是开始制定了更大的版本，而同时“艾科卡抱怨了后期野马的增长，并监督了1967年的重新设计。”而1967到73年的车型变得更大但功能未能变得强大。野马被改款了，这次的改款给了野马第一次更大规模的整体外观并允许配置大型引擎。前部和尾部造型更加明显，以及“双湾”仪表盘提供了一个更厚的防震垫和大型仪表。硬顶、快背和敞篷车型也与之前一样继续提供。因1968年美国国家公路交通安全管理局的安全法规而增加了能量吸收转向柱与轮圈、四向双闪应急灯，及柔和的内饰旋钮。1968年的车款获得了修改后的侧进气口、方向盘和汽油盖。在本年款的野马也增加了侧标示灯，在1月1日也为前座配置了肩部安全带。此外还增加了4.9升引擎选项。
1969年的新样式“车身宽度和长度再次增加。车重也明显增加了”因加大的车体及修改后的前端造型，1969年的车款（但在1970年的车款上没有）有着显着的侵略性姿态。1969年的车款的“四头灯”在1970年的车款上要为更宽的水箱罩空出空间而换成标准的头灯。1970年标准头灯的回归是独揽1969年车款的侵略姿态的尝试，其中有些人认为这太极端，影响销售，但1969年的生产量突破了1970年的总和。

### 车款
1969年开始，为了援助销量并继续制胜法宝，野马提供了多种新的性能和装饰选项，包括了功能性（也有非功能性）进气口、引擎盖的有线销子，以及下扰流板。除此之外，也有不同的性能套件如马赫I、老大302和老大429。两种老大车款的引擎都是为了赛车而制造。1969年是野马GT选项的最后一年。第四款车型只限硬顶车型，格兰德看见始于1969年“豪华”修裁，额外55磅（24.9千克）的消音，和仿真木饰。

### 改款

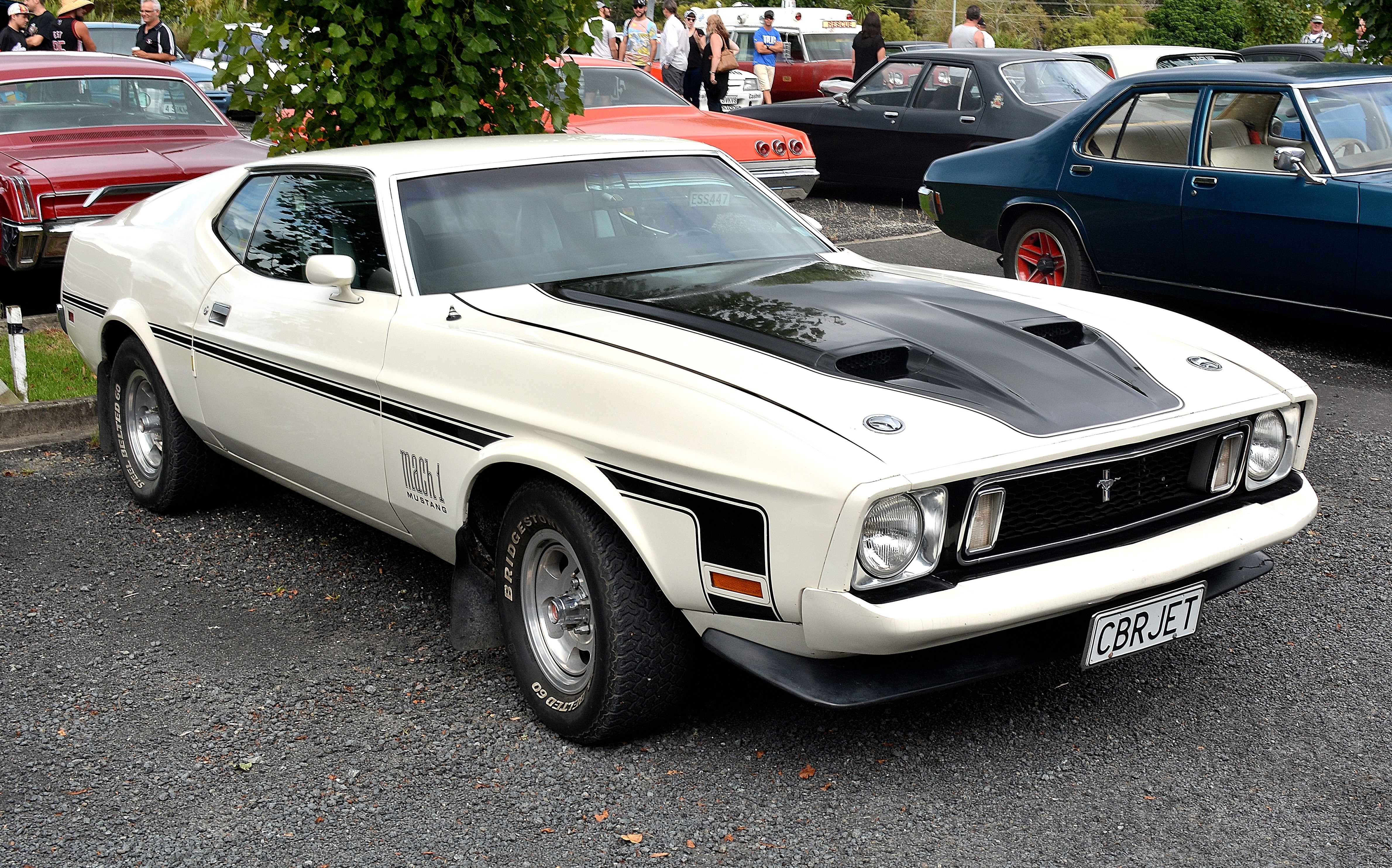
1971至1973年的改款

在Semon Knudsen的监管发展下，野马进化到了“从速度到力量”的地步以不断增长“豪华”型设计的消费需求。“结果1971-73年车款造就了不幸的事......野马增长到了看起来肥胖又懒惰的地步，”“福特走高速业务靠1971年几乎完全完结”“这是第一代野马最后的重大改型。”“车辆除了身高外每个层面都在增长，重量达到了800磅（363千克）。”“改型也力求创造汽车变大的错觉。”1971年的野马并1970年的将近宽多3英寸（76毫米），前后轮距也加宽了多3英寸（76毫米），而快背车型的平后车顶轮廓线最为明显且局促的内部使驾驶者的能见度差。性能及销售继续下降，因为消费者转购买更小的福特福特平托和福特Maverick。不满的艾柯卡总结说：“野马市场永远地离开了我们，我们也离开它。”

## 第二代（1974年-1979年）
李·艾科卡是最初的Mustang背後的力量之一，於1970年成為福特汽車公司的總裁，並於1974年訂購了更小，更省油的Mustang。最初它是基於福特Maverick，但最終是基於福特Pinto的小型車。
這款名為“Mustang II”的新車型於1973年9月21日，即1973年第一次石油危機爆發前兩個月推出，其尺寸縮小使其能夠與日本 Datsun 240Z，豐田Celica等成功進口的運動型轎車競爭。和歐洲福特Capri（當時福特在德國和英國製造，在美國由Mercury作為專屬進口車銷售）。第一年的銷量為385,993輛，而Mustang原來的12個月銷量為418,812輛。歸根結底，野馬二號將成為底特律三巨頭之間縮小規模的早期例證 十年後期。
李·艾科卡想要這款新車，它將Mustang的尺寸，形狀和整體造型都歸功於其1965年款車型的前身，達到了高標準，稱它應該是“一顆小寶石”。它不僅比原車小，而且由於增加了滿足美國新的排放和安全法規所需的設備，它也更重。性能降低了，儘管汽車具有新的操控性和工程特性，但奔騰的野馬徽章“變得不那麼強壯了，似乎在慢跑。” 
1974年型號的發動機包括Pinto的2.3升L-4和Mercury Capri的2.8昇科隆V6。1975款車型重新推出了302立方英尺（4.9升）的Windsor V8，僅適用於C-4自動變速箱，動力製動器和動力轉向系統。這種情況持續到1978年的生產結束。其他變速器是RAD 4速，所有三個發動機都有獨特的傳動裝置，而C-3自動裝置則在2.3 L和2.8 L之後。直到1978年的眼鏡蛇，5.0 L標準才被應用。模型。所有302裝備的野馬II，除了眼鏡王蛇在每個前擋泥板上都收到了經典福特“V8”標誌的更新版本。
該車有雙門轎跑車和兩廂車型，包括由福特最近收購的Ghia設計的“豪華”Ghia車型意大利 這款轎跑車作為“Hardtop”上市銷售，但實際上有一個薄的“B”支柱和後部四分之一的窗戶沒有滾動。然而，這一代的所有野馬都採用了無框門玻璃。“Ghia”採用厚襯墊乙烯基屋頂和較小的後四分之一窗戶，外觀更加正式。1974年的車型分別為：Hardtop，兩廂車，Mach 1和Ghia。1975年引入的變化包括“MPG”型號的可用性，該型號具有不同的後軸比以獲得更好的燃油經濟性。1976年增加了“Stallion”裝飾包。Mach 1在1974年至1978年的整個生命週期中仍然存在。外觀和性能的其他變化伴隨著1976年至1978年的“眼鏡蛇II”版本和1978年的“眼鏡王蛇”版本，其中4,972（約）建成。1977-1978兩廂車型

## 第三代（1979年-1993年）
1979年的野马是基于更大的福克斯平台（最初是为1978年的福特费尔蒙和水星Zephyr开发）。较大的车身和增加的轴距为四名乘客提供了更多的内部空间，特别是在后座上，还有一个容量更大的后备箱和一个更大的发动机舱。
车身风格包括双门跑车（或者说凹槽车）、掀背车和敞篷车。可用的装饰级别包括未命名的基本车型（1979-1981年）、Ghia（1979-1981年）、Cobra（1979-1981年，1993年）、L（1982-1984年）、GL（1982-1983年）、GLX（1982-1983年）、GT（1982-1993年）、Turbo GT（1983-1984年）、LX（1984-1993年）、GT-350 20周年纪念版（1984年）、SVO（1984-1986年）和Cobra R（1993）。
发动机和传动系统继承了野马II，包括2.3 L I4、2.8 L V6和4.9 L V8发动机。在最初的生产启动阶段，有一个麻烦的2.3 L涡轮增压I4发动机，然后在经历了1983年涡轮增压GT的年中推出的改进后重新出现。2.8 L V6发动机供不应求，在1979年车型年期间被3.3 L I6发动机取代。该发动机最终在1983年被新的3.8 L V6发动机取代。1979年后，302立方米（4.9升）的V8发动机被暂停使用，取而代之的是更小的4.2升V8发动机，1982年，该发动机被放弃，而改用高输出的302立方米（4.9升）V8发动机。
从1979年到1986年，Capri在国内作为野马的水星品牌版本进行生产，使用了一些自己的造型线索。
第三代野马有两种不同的前端风格。从1979年到1986年，车头向后倾斜，使用四个矩形头灯，被车迷们称为 "四眼"。在1987年至1993年的车型中，车头被重新设计，以反映福特金牛座的现代、圆润的 "航空 "风格，使用平齐的复合大灯和光滑的无格栅车头。
野马被选为1979年印第安纳波利斯500英里大奖赛的官方赛车，并向公众出售复制品。其特殊的车身外观部件被1980-81年的眼镜蛇套装所改编。
1982年标志着野马GT的回归（取代了眼镜蛇），它使用了一个经过特别改装的高输出的302立方英寸（4.9升）发动机。
1983年标志着野马敞篷车在缺席9年后的回归。所有野马的前挡板都进行了重新设计，采用了新的格栅，并首次采用了 "蓝椭圆 "福特标志。
1984年推出了高性能的野马SVO，它的特点是2.3 L涡轮增压和中冷4缸发动机和独特的车身设计。
野马为庆祝其20周年，推出了白色、红色内饰和红色车身下部摇臂条纹的特别GT350车型。1985年，野马汽车收到了另一个前饰面的重新设计。
为了应对20世纪80年代初销售不佳和燃料价格上涨的问题，新的野马正在开发中。它将是马自达MX-6的一个变种，在密歇根州弗拉特罗克的AutoAlliance国际公司组装。发烧友们写信给福特公司，反对将其改为前轮驱动、日本设计的野马汽车，但没有V8选项。结果是继续使用现有的野马，而马自达MX-6的变体在最后一刻将名字从野马改为探路者，并作为1989年的车型发布。
野马在1987年接受了一次重大的重新造型，包括内饰，这使它一直延续到1993年车型年度结束。
在新成立的福特SVT部门的领导下，1993年的福特野马SVT Cobra和Cobra R作为特殊的高性能车型被添加进来，从而结束了第三代野马的发展。

## 第四代（1994年-2004年）

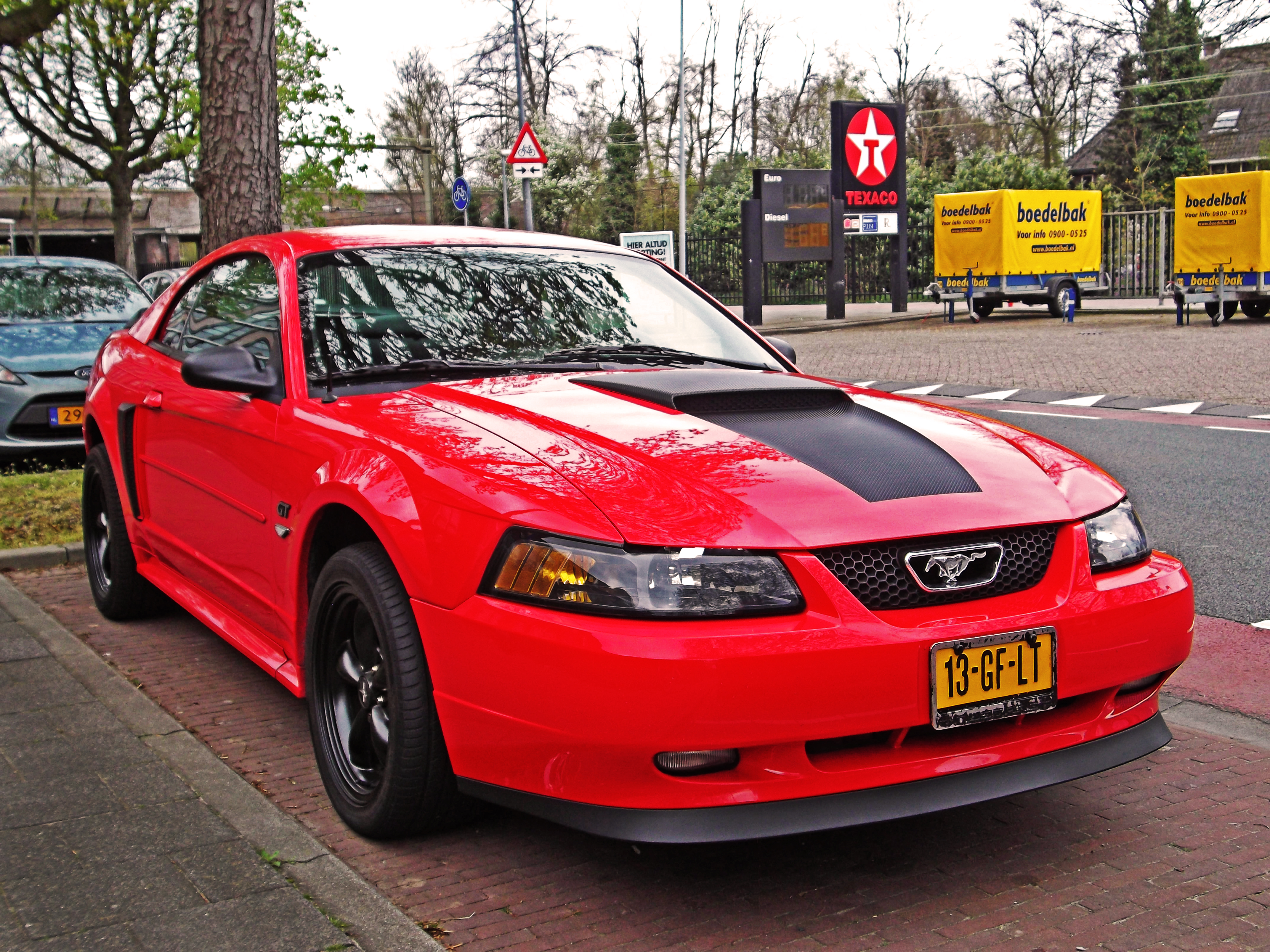
1999年野马GT

1993年11月，野马15年来推出了第一次重大的重新设计。在94至98年款代号为SN-95，平台为更新后轮驱动的狐狸平台“狐狸-4”。由Patrick Schiavone所设计的第四代野马整合了多个前代野马的风格元素。第四代野马自1974年来，首次取消掀背车款。
1994至95年基本款搭载了145匹马力（108千瓦）的3.8升顶置式气门（232 CID）V8引擎，到96至98年的引擎功率提升到了150匹马力（110千瓦），并配置了标准的5前速手动变速箱和可选的4前速自动变速箱。虽然302 CID推杆小缸V8引擎最初用在1994至1995年的GT和眼镜蛇，但福特让这个使用将近30年的引擎隐退，并使用新的模块4.6升SOHC V8所代替。该新引擎功率达到了215匹马力（160千瓦），过后在1997年提升多10匹马力。
到了1999年，野马使用了福特的“New Edge”造型主题，并搭配更清晰的轮廓、大型的车轮拱罩和车体折纹，但未改变其基本比例、内装设计和底盘。99年野马仍然使用之前的动力系统，但得到了新提升。由于新的头部设计等增强功能，标准的3.6升V6配置了新的分端口感应系统，马力达到190匹（140千瓦）（1999-2000），而GT的4.6升V8马力提升到260匹马力（190千瓦）（1999-2004）。2001年，V6引擎马力提升到了193匹马力。
福特澳大利亚
第四代野马为首次于2001至2002年在澳大利亚正式销售，以与霍顿Monaro竞争（其成为了重生的庞蒂亚克GTO）。由于事实野马从来没有设计为右侧驾驶，福特澳大利亚为此与Tickford Vehicle Engineering合同将250台野马改装以符合澳大利亚设计条规，共耗费了400万。

## 第五代 (2004-2014)

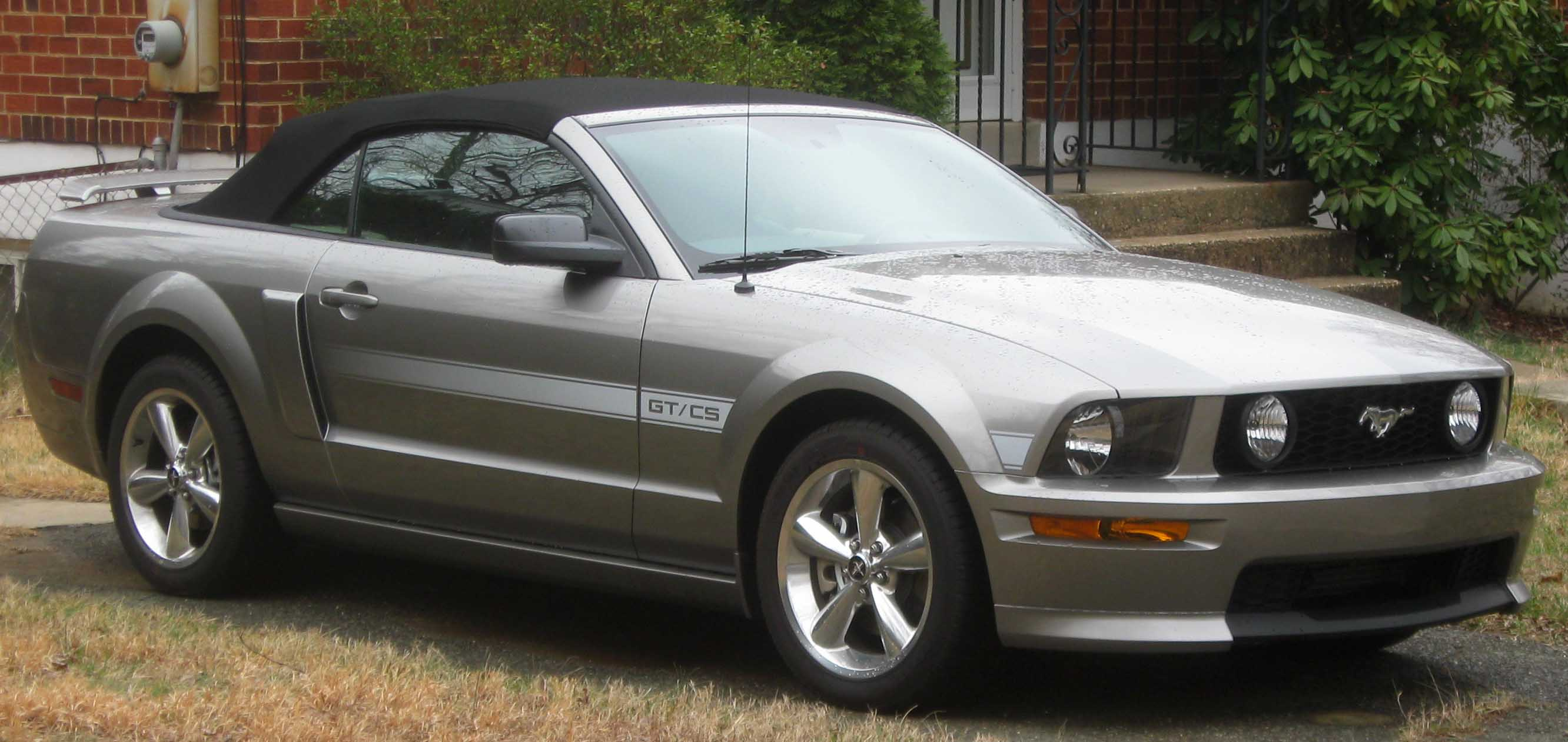
2007-2009年福特野马GT/CS敞篷车

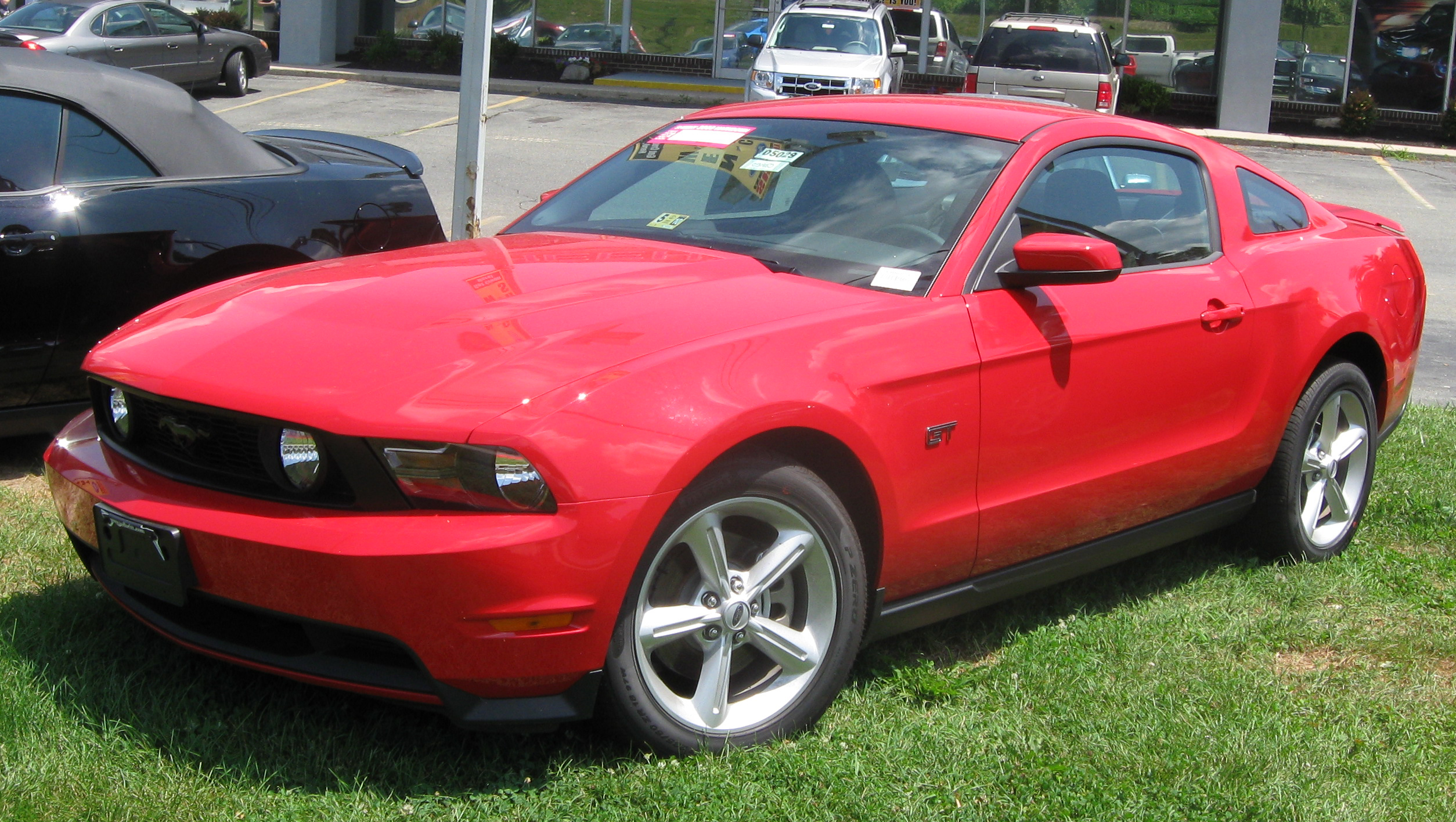
2010年福特野马GT

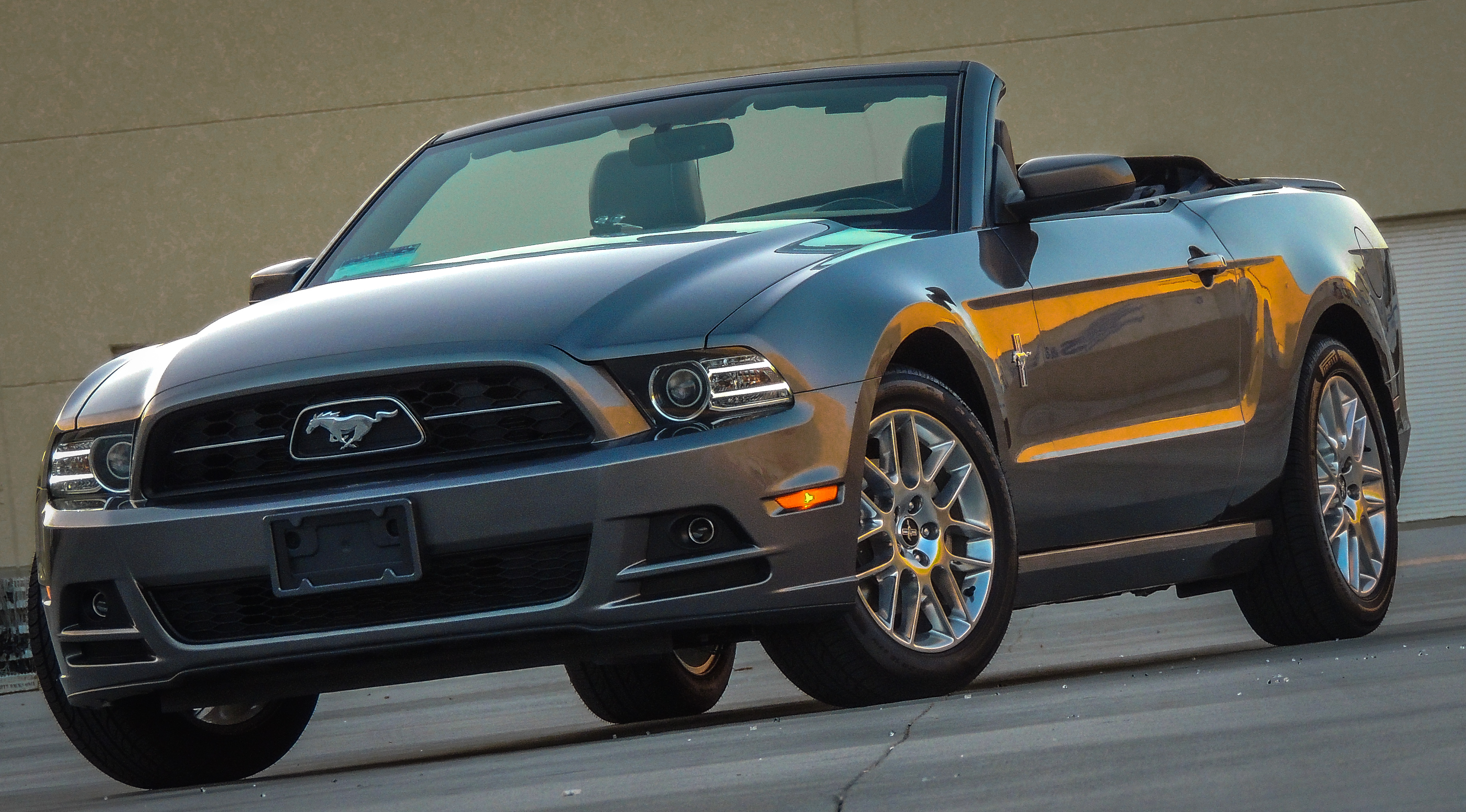
2014年野马敞篷车

福特于2004年的底特律车展介绍了重新设计的2005年车款，代号“S-197”，此车基于新的D2C平台。在总工程师Hau Thai-Tang、参与福特的印地计划工程师Mario Andretti的资深和外观造型设计师Sid Ramnarace的开发下，第五代野马的造型呼应了20世纪60年代晚期的快背车款。福特的设计部高级副总裁——J Mays，称其为：“复古未来主义”。第五代野马与密歇根州品岩市的装备厂制成。
2005年至2010年，基本款野马配置了210匹马力（157千瓦；213 PS）的铸铁4.0升单顶置凸轮轴V6引擎而野马GT配置了能够产生出300匹马力（224千瓦；304 PS）的铝制4.6升模块3气门单顶置凸轮轴V8引擎配可变凸轮正时。基本款有两种变速箱选择，Tremec T5 5前速手排和福特的5R55S自排。自排版GT也是用此变速箱，但手排方面则使用了Tremec TR-3650 5前速变速箱。
于2009年春季发行的2010年款野马有了重新设计的外观和对基本款降低了4％和GT车型降低7％的风阻系数。基本款野马的引擎和之前的一样，而GT的4.6升V8修改到了6000转有315匹马力（235千瓦；319 PS）和4255转有325磅·英尺（441牛顿·米）扭力。其它机械特点包括了新的弹簧刚度和阻尼器、所有车款都有的牵引力和稳定性控制系统和新大小的轮圈。
2011年的引擎接受修改，变速箱选项包括福特的格特拉克MT82 6前速手排和基于ZF6HP26变速箱的福特授权6R80 6前速自排。电动助力转向系统代替了传统的液压转向。新的3.7升铝体V6引擎比之前轻40磅（18千克），共有24个气门和双独立可变凸轮轴正时（TiVCT），能够产生出305匹马力（227千瓦；309 PS）和280磅·英尺（380牛顿·米）扭力。3.7升引擎还配有新的双排气管、汽油里程提升至城市路况19mpg及高速路况31mpg （页面存档备份，存于）。GT的32气门5.0升V8引擎（外号“郊狼”）能够产生出412匹马力和390磅·英尺扭力.GT还配有可选的Brembo刹车和19英寸轮圈与性能轮胎。
谢尔比GT500的5.4升机械增压V8的引擎本体使用铝制本体，因而重量比之前铸铁的轻了102磅（46千克）。功率达到了550匹马力（410千瓦；671 PS）及510磅·英尺（690牛顿·米）扭力。
新的野马老大302于2012年介绍。引擎功率达到444匹马力（331千瓦；450 PS）及380磅·英尺（520牛顿·米）扭力。同时也提供“拉古纳塞卡”版，此版本增加了车身支具、以X支柱代替后座，及动力总成和操控性增强。
福特于2012年第二季度推出2013年早期的更新野马。谢尔比GT500搭载了新的5.8升机械增压V8引擎，功率达到了662匹马力（494千瓦；671 PS）。谢尔比与老大的引擎都配置6前速变速箱。GT与V6纳入了10-12年GT500的修改造型水箱罩和进气口。所有车款的车厢盖接用了黑色装饰面板。GT的5.0升引擎功率从412匹马力（307千瓦；418 PS）提升至420匹马力（313千瓦；426 PS）。

## 第六代（2015年-2023年）
第六代野马于2013年12月5日分别在迪尔伯恩、纽约、洛杉矶、巴塞罗那、上海，以及悉尼亮相。该内部项目代号为S-550。
这代野马的改变包括了1.5英寸加宽车身和1.4英寸下车身、梯形水箱罩、2.75英寸的低行李箱盖，以及新颜色选项。乘客量提升至了84.5平方英尺，并有三种引擎选项：314匹马力的2.3升 Ecoboost 四缸、300匹马力的3.7升 V6，或435匹马力的5.0升 郊狼V8，变速箱方面配置了格特拉克6前速手排或配有换挡拨片的6前速自排。新介绍的Ecoboost 四缸引擎开发出了能实现高关税的全球市场，如中国。 
2015年野马采用了专为新车型开发的新独立后悬吊系统。
本代野马因海外左侧行驶汽车市场需求成为原厂设计的第一版左侧行驶版野马。在该款式年份，左侧行驶版野马扩展到了新的出口市场。
本代野马因为在正面，侧面和翻转碰撞保护方面，于2015年2月被美国国家公路交通安全管理局评为5星。
福特于2015年2月发布召回2014年2月14日至2015年2月10日间在弗拉特洛克装配厂生产的2.3升 涡轮增压四缸引擎版野马。而截止2015年6月，有100万台野马因高田株式会社的气囊影响而被召回。这次召回发生在高田因气囊可能爆炸或爆出金属碎片而召回338万美国野马后。

## 謝爾比野馬
由福特的有聯繫的改裝車廠的高性能亞品牌，屬於超級跑車而非肌肉車或小馬車等級的性能。

## 歐洲生產版
稱為Capri的野馬歐洲子車系，是在1969-1985年間生產，車身大小和原始的野馬一樣屬於中型車，比同期美國的野馬小，而發動機的排氣量降至1.3-3公升間，僅有小型車至中型車的級數。因為後來美國的野馬都降到中型車級數，而小於兩公升的自然進氣發動機又無法為本車提供跑車所標榜的性能，而在八十年代中停產了。

## 流行文化
福特野馬在2015年第一人称射击游戏《戰地風雲：強硬路線》（Battlefield: Hardline）中以警用跑車之姿出現。